# Риэль, Луи
Луи́ Риэ́ль (фр. Louis Riel; 22 октября 1844 — 16 ноября 1885) — один из важнейших канадских политических деятелей, один из основателей провинции Манитоба, а также самый известный лидер канадских метисов, вставший на борьбу с англоязычными колонизаторами Северо-Западных территорий. Главный организатор серии восстаний метисов, закончившихся его казнью.

## Ранние годы
Луи Риэль родился в 1844 году в метисской семье, в городке Сен-Бонифас. Его отец Луи Риэль-старший (1817—1864) происходил из старожилов Северо-Запада, он был охотником и неформальным лидером франко-метисов. Его супруга и мать Луи-младшего Жюли Лажимодьер (Julie Lagimodière, 1822—1906), также местная уроженка, была дочерью первой белой женщины, приехавшей на Северо-Запад.
Когда Луи-младший был ещё младенцем, его отец возглавил кампанию борьбы за свободную торговлю мехами — против действовавшей здесь монополии Компании Гудзонова залива. В 1849 году Луи Риэль-старший, во главе отряда из 300 франко-метисов, атаковал здание суда и освободил арестованного метиса-мехоторговца.
Когда Луи-младшему исполнилось 14 лет, его по совету местного католического священника отправили в одно из монреальских духовных училищ. Оказавшись в большом городе, Риэль вскоре начал проявлять интерес к общественно-политической жизни. Узнав о преждевременной смерти отца, он отказывается от карьеры священника и от получения духовного сана. Проработав некоторое время клерком в Монреале, Луи Риэль уезжает в американский штат Миннесота, а затем возвращается на родину.
24-летний Риэль вернулся в Манитобу, когда в её жизни наступили важные перемены. В 1867 г. Канада из колонии была преобразована в доминион. Новая страна направила свои усилия на присоединение прилегающих территорий на северо-западе континента. Уже в 1868 г. правительство доминиона во главе с лидером Либерально-консервативной партии Джоном Макдональдом заключило с Компанией Гудзонова залива соглашение о покупке её владений. Сделка была оформлена как смена владельца недвижимостью, при этом территориальные и имущественные права местных метисов и индейцев не были учтены.

## Восстание на Ред-Ривер
Большинство населения района Ред-Ривер составляли метисы и индейцы, кроме них здесь также проживали немногочисленные выходцы из Онтарио и американские торговцы. Живя долгое время на территории, фактически находившейся под властью Компании Гудзонова залива, метисы Ред-Ривер создали свою особую культуру и хозяйство, в основе которого лежала сезонная охота на бизонов и земледелие. Население Ред-Ривер, которое считало себя новым народом, отличающимся и от канадцев, и от американцев, всячески сопротивлялась попыткам Оттавы включить этот район в состав доминиона без согласия местного населения.
В 1869 году первым губернатором Северо-Западных территорий был назначен уроженец Торонто Уильям Макдугалл. На земли метисов и индейцев прибыли землемеры для разбивки области на участки. В ответ жители района Ред-Ривер создали 16 октября 1869 года «Национальный комитет метисов», Луи Риэль был выбран его секретарём, а Джон Брюс — президентом.

2 ноября 1869 года метисы, во главе с Риэлем, захватили Форт-Гэрри. Они не позволили Макдугаллу вступить на свою территорию. Метисы создали провинциальное временное правительство, в которое вошли как франко-, так и англоязычные жители Ред-Ривер. Луи Риэль вёл переговоры с правительством доминиона о создании провинции Ассинибойа.
Не все поселенцы территории были согласны с политикой Риэля и его последователей, некоторые англоязычные жители выступили с оружием против временного правительства. 17 февраля 1870 года сторонники правительства Риэля арестовали 48 человек вблизи Форт-Гэрри. Томас Скотт, один из арестованных, без полноценного суда был обвинён в преднамеренном убийстве франкоязычного метиса, был расстрелян 4 марта по личному указанию Риэля, остальные были помилованы.
В марте временное правительство провинции отправило в Оттаву делегацию. Переговоры прошли успешно и ряд требований метисов федеральное правительство было вынуждено принять. В мае канадским парламентом был принят Закон о Манитобе, провозглашавший создание новой (пятой) провинции Манитоба, включавшей бассейн Ред-Ривер. В провинции устанавливалось равноправие для французского и английского языков и предусматривалось учреждение школ для католиков и протестантов.

## Бегство в США
После принятия Манитобского акта правительство доминиона направило в провинцию войска — 1200 человек. Армия, которую возглавил полковник Гарнет Уолсли, состояла из англоканадской милиции и регулярных частей британской армии. Хотя армия Уолсли и была послана чтобы утвердить федеральную власть и не применять репрессии, Луи Риэль узнал о том, что канадское правительство, недовольное расстрелом Томаса Скотта и действиями лидера метисов, приказало арестовать его. Луи Риэль был вынужден пересечь границу и бежать в Дакоту.
В прямое нарушение договорённостей метисы игнорировались канадским правительством в их попытках получить землю, обещанную им Манитобским актом. В провинции происходили аресты и конфискации. Столкнувшись с расизмом новых англоязычных переселенцев, большое количество сторонников Риэля было вынуждено покинуть свои земли и переехать на запад, в земли будущих Саскачевана и Альберты.
После бегства Риэля в США, в декабре 1870 года в Манитобе прошли первые выборы и к власти в провинции пришли многие из числа сторонников лидера метисов. Осенью 1871 года провинция неожиданно столкнулась с новой угрозой — вооружённые группы фениев планировали вторгнуться на её территорию. Луи Риэль откликнулся на призыв лейтенант-губернатора провинции Адамса Арчибальда защитить земли Манитобы и организовал отряд из 500 вооружённых всадников. После этого, Арчибальд встретился с Риэлем, публично обменялся с ним рукопожатием и пообещал содействовать в его амнистии. Но глава канадского правительства Джон Александер Макдональд не желал дальнейшего раскола между франко- и англоязычными жителями страны и через епископа Таше предложил Риэлю покинуть страну, пообещав скорую амнистию. Поддавшись на уговоры епископа, в марте 1872 года Риэль уехал в Сент-Пол. Но уже в июне он вернулся в Манитобу и был избран депутатом парламента Канады от округа Прованше. Надежды Риэля на амнистию не оправдались — 20 мая 1873 года умер Жорж-Этьен Картье, бывший премьер-министр Восточной Канады и первый министр милиции Канадской конфедерации, человек, на которого Риэль возлагал особую надежду. Канадское правительство аннулировало итоги выборов в Прованше и лидер метисов снова был вынужден покинуть свою страну.

## Жизнь в Монтане
После своих странствий, в ходе которых Риэль посетил Квебек, он приезжает снова в Сент-Пол, где посещает своих друзей и родных. Для метисов наступили трудные времена — увеличился приток переселенцев, многие земли были распроданы недобросовестными спекулянтами, к тому же, стремительно сокращалась популяция бизонов, от которых зависели метисы. Как и многие другие жители Ред-Ривер, Луи Риэль отправился дальше на запад, в Монтану.
В Монтане Риэль работал переводчиком и торговцем в районе Форт-Бентона. Там же он участвует в неудачной попытке остановить торговлю виски, которая особенно пагубно отражалась на индейцах. В 1881 году Риэль женится на Маргерит Моне по прозвищу Бельюмёр, молодой метиске. В 1882 году у Риэля родился сын — Жан-Луи, в 1883 году дочь — Мари-Анжелик, кроме того, незадолго до его казни родился ещё один мальчик, который вскоре умер.
В Монтане Риэль активно участвовал в политической жизни территории как сторонник Республиканской партии США. 16 марта 1883 года он становится полноправным гражданином Соединённых Штатов. С 1884 года он поселился в иезуитской миссии и преподавал в католической школе в районе Сан-Ривер, на западе Монтаны.

## Северо-Западное восстание
После подавления восстания на Ред-Ривер часть метисов Манитобы переселилась в долину реки Саскачеван, покинув родные места от притеснений и репрессий. На севере Саскачевана образовалось метисское сообщество с центрами в Сен-Лоране и Батоше. Исчезновение бизонов вынудило метисов отказаться от охоты и заняться сельским хозяйством, однако они вскоре столкнулись с проблемами, такими же как и в Манитобе. Число переселенцев из Онтарио и Европы стремительно увеличивалось, канадское правительство намеревалось проложить через Саскачеван железную дорогу, а земли, окружающие её, раздать железнодорожным компаниям и вновь прибывшим колонистам.
24 марта 1884 года в Батоше состоялось общее собрание метисов, которое постановило обратиться за помощью к Луи Риэлю, проживающему в Монтане. К Риэлю была направлена делегация, во главе которой стоял Габриэль Дюмон, известный охотник на бизонов и лидер метисов Сен-Лорана. Дюмон познакомился с Риэлем, когда тот ещё жил в Манитобе. Риэль ответил согласием и 4 июня отправился в путь. 5 июля 1884 года Луи Риэль торжественно прибыл в Батош.
Он быстро организовал деятельность метисского сообщества. Риэль стремился объединить франко- и англоязычных метисов, белых жителей Саскачевана и индейские племена. В Оттаву была отправлена петиция с изложением нужд жителей Саскачевана. Канадское правительство не спешило реагировать на петиции саскачеванцев. Собираясь пресечь очередной мятеж метисов, власти собирались направить в Саскачеван войска. Когда до метисов дошли слухи о готовящемся наступлении войск, они создали временное правительство, главнокомандующим которого стал Дюмон. Луи Риэль, получивший американское гражданство, в состав правительства не вошёл, но на деле стал его лидером. Он рассчитывал, что власти Канады будут не в состоянии эффективно повлиять на очередное восстание метисов и надеялся, что переговоры с Оттавой пройдут успешно.
В вооружённом восстании приняли участие франкоязычные метисы и часть индейцев кри, оджибве и ассинибойнов. 26 марта при Дак-Лейке повстанцы столкнулись с отрядом конной полиции. В ходе последующего боя полицейские были разгромлены. После поражения при Дак-Лейке канадское правительство направило к району восстания по трансканадской железной дороге части регулярной армии и милиции под руководством генерала Фредерика Миддлтона. Положение мятежных метисов стало трудным. Зная, что противостоять в сражениях против регулярных частей британской армии метисы не смогут, Габриэль Дюмон призывал к партизанской войне, оставив Батош и Сен-Лоран. Но он встретил противодействие Риэля, который категорически не хотел оставлять Батош, новую столицу метисов. Восставшие провели несколько боёв с войсками, но в решающем сражении, которое разыгралось с 9 по 12 марта в окрестностях Батоша, потерпели поражение. Восстание было подавлено, хотя часть равнинных кри продолжили сопротивление до 3 июня, когда были разбиты в битве при Лун-Лейк.

## Казнь
Луи Риэль добровольно сдался канадским властям после сражения при Батоше. Габриэль Дюмон и многие другие руководители повстанцев скрылись.
Судебный процесс открылся 28 июля и продолжался всего пять дней. Премьер-министр Канады Джон Александер Макдональд распорядился, чтобы Риэля судили в Реджайне, которая в конце XIX века представляла собой небольшой посёлок с англоязычным большинством. Власти Канады опасались провести суд в столице доминиона — Оттаве, так она находилась на самой границе с Квебеком, в котором лидеру метисов многие сочувствовали и создали Комитет в защиту Риэля.

В ходе судебного разбирательства Риэль выразительно очертил положение метисов и индейцев накануне восстания, держался твёрдо и с достоинством. Он отказался от адвоката, который хотел выдвинуть версию о его невменяемости, заявив:
Мне не нужна жизнь, если меня не признают мыслящим существом.
Присяжные признали его виновным, но, проникшись сочувствием к нему, внесли рекомендацию о смягчении наказания, однако судья Хью Ричардсон игнорировал рекомендацию и приговорил лидера повстанцев к смертной казни через повешение.
16 ноября 1885 года на площади в Реджайне приговор был приведён в исполнение. После казни тело Риэля было отдано его матери. 12 декабря 1886 года его останки были перезахоронены на кладбище собора Святого Бонифация.

## Реабилитация
Наихудшие опасения Риэля за судьбы метисов и индейцев оправдались — они потеряли большую часть своих земель, кроме того, британцы и англоканадцы в одностороннем порядке запретили образование на французском языке в 1890 году вопреки принятым ранее договорённостям. В 1892 французский язык был и вовсе запрещён в Северо-Западных территориях. Осенью, в 1885 году,  Вильфрид Лорье, будущий премьер-министр страны, заявил в канадском парламенте: 
Если бы я жил на берегах Саскачевана, я тоже взял бы в руки ружьё... Ненависть вызывают не восставшие, а люди, которые на просьбы о хлебе ответили пулями.
Если в конце XIX века Луи Риэля многие англоканадцы считали убийцей и изменником, то в настоящее время этого мнения придерживаются лишь немногие. Для метисов и франкоканадцев он всегда оставался лидером, народным вождём, борцом за равноправие франко- и англоканадцев, метисов и индейцев.
Казнённому лидеру метисов поставили 10 памятников, из них два — в Манитобе, шесть — в Квебеке. Его именем названы улицы, площади, шоссе. В честь него названы школы в Калгари и в Оттаве (район Глостер), а в Манитобе третий понедельник февраля отмечается как «День Луи Риэля». Риэлю посвящена опера современного канадского композитора Гарри Сомерса.